# Glossanodon leioglossus
L’Argentina lingua liscia (Glossanodon leioglossus) è un pesce di mare della famiglia Argentinidae

## Distribuzione e habitat
È una specie presente nel mar Mediterraneo occidentale e nell'Oceano Atlantico adiacente.
Frequenta ambienti simili a quelli dell'argentina ma ancora più profondi.

## Descrizione
Identica all'argentina ma si distingue per:
- denti palatini meno numerosi e denti linguali meno numerosi e assai più piccoli
- margine dell'opercolo branchiale rotondo e non ondulato
- 20-22 raggi sulle pinne pettorali (in Argentina sphyraena sono 12-15).

## Alimentazione
Sembra che questa specie abbia una dieta a base di crostacei planctonici.

## Riproduzione e Pesca
Identiche all'argentina.